# All of Me (Claes Janson-album)
All of Me är ett musikalbum från 1993 med Claes Janson. Han sjunger amerikanska jazzstandards.

## Låtlista
1. All of Me (Gerald Marks/Seymour Simons) – 3:53
2. My One and Only Love (Guy Wood/Robert Mellin) – 5:31
3. Am I Blue? (Harry Akst/Grant Clark) – 3:09
4. Lush Life (Billy Strayhorn) – 6:08
5. There Will Never Be Another You (Harry Warren/Mack Gordon) – 3:14
6. When Sunny Gets Blue (Marvin Fisher/Jack Segal) – 4:59
7. But Not for Me (George Gershwin/Ira Gershwin) – 3:48
8. If You Could See Me Now (Tadd Dameron/Carl Sigman) – 5:09
9. I Want a Little Girl (Murray Mencher/Billy Moll) – 2:39
10. Have You Met Miss Jones? (Richard Rodgers/Lorenz Hart) – 3:03
11. Georgia on My Mind (Hoagy Carmichael/Stuart Gorell) – 4:51
12. She Was Too Good to Me (Richard Rodgers/Lorenz Hart) – 4:42
13. Social Call (Gigi Gryce/Jon Hendricks) – 2:24
14. The Very Thought of You (Ray Noble) – 4:59
15. Bye Bye Blackbird (Ray Henderson/Mort Dixon) – 3:49

## Medverkande
- Claes Janson – sång
- Bosse Broberg – trumpet (spår 4, 8, 11, 13)
- Kjell Öhman – piano
- Hans Backenroth – bas
- Leif 'Gus' Dahlberg – trummor (spår 1–5, 8–9, 13, 15)
- Dan Strömqvist – trummor (spår 6–7,10–12,14)

### Fotnoter
1. ↑  Svensk mediedatabas